# 坚不可摧
是一部2014年由安吉丽娜·朱莉执导的美国战争剧情片，改编自2010年劳拉·希伦布兰德所著的纪实书籍《Unbroken: A World War II Story of Survival, Resilience, and Redemption》，讲述具有传奇色彩的奥运会运动员、二战军人路易·赞贝里尼（1917–2014）的曲折经历。傑克·奧康奈爾、蓋瑞特·荷德倫和Domhnall Gleeson主演。美国于2014年12月25日上映。續集《永不屈服：救贖之路》於2018年上映。

## 剧情
前奥运会男子田径运动员、曾打破世界纪录的美國陸軍航空軍B-24轟炸機投彈員路易·赞贝里尼中尉在太平洋战争期间因旧机机械故障墜機，在海上用橡皮艇漂流了47天后，又被日本帝国海军俘虏，經日军的数个战俘营关押了超过两年半的时间。期间多次遭受日军看守的囚禁，虐待，笞打，以及艰苦环境，利诱欲使屈服的考验，最终坚持到日本战败投降，盟军胜利，成功归国与家人团圆。后来他以德报怨，宽恕了当年的施暴者，并返回东京，传递了奥运圣火。

## 角色
- 傑克·奧康奈爾 - 路易·赞贝里尼[4]
- C.J. Valleroy -  年少時的路易，young Louis Zamperini
- 雅-miyavi- - 渡邊睦裕
- 蓋瑞特·荷德倫 - John Fitzgerald
- 傑·寇特尼 - Hugh "Cup" Cuppernell
- 多姆納爾·格里森 - 菲爾，Russell "Phil" Phillips，轟炸機正駕駛
- 芬恩·維特羅克 - 麥克，Francis "Mac" McNamara，轟炸機組員
- 艾力克斯·羅素 - 彼得，Pete Zamperini，路易的哥哥
- Luke Treadaway - Miller
- Travis Jeffery - Jimmy
- Jordan Patrick Smith - Cliff
- John Magaro - 汀克，Frank A. Tinker
- Maddalena Ischiale - 露易絲，Louise Zamperini，母亲
- Morgan Griffin - Cynthia Applewhite，妻子
- Savannah Lamble - Sylvia Zamperini，姐妹
- Sophie Dalah - Virginia Zamperini，姐妹

## 制作
2011年1月环球影业取得书籍的改编权。2013年9月下旬朱莉确认担任导演并将在澳大利亚拍摄，科恩兄弟担任编剧。
2013年10月21日开拍。2013年12月14日，剧组在澳洲新南威尔士州的Werris Creek拍摄。位于澳洲的福克斯片场和 Village Roadshow片场 也是主要拍摄地。

## 评价
烂番茄新鲜度51%；Metacritic47家媒体综评59分，获得混合口碑。《波士顿全球报》给63分：影片默默地牵动着观众，这是个令人惊讶的关于人性忍耐的故事，但是电影讲述的方式过于保守。《今日美国》给63分：朱莉导演的新作，偶尔很震撼，视效不错。但是影片也存在过于庄严、节奏缓慢单调乏力的问题。
1905电影网写道：“作为一部传记电影，《坚不可摧》犯了此类题材的大忌，流水账般的呈现了影片主人公的一生，尽管有真实事件和人物作为蓝本，以及二战等宏大的背景辅以支撑，但都没能挽救影片本身的枯燥和乏味，在导演平铺直叙的讲述中，我们感受不到历史的沉重与人性的光辉。”

## 相關事件
因為該電影毫無保留地描寫當時二戰的日軍暴行，導致日本多個右翼團體發起杯葛行動，批評該電影刻畫出針對日本人的負面刻版印象，呼籲日本政府禁止該片在國內上映之外，亦要求禁止導演訪日。不過，荷蘭的前荷屬東印度殖民的二戰受害者家屬團體The Indo Project卻發起聯署對電影表示支持。

## 票房
美国首周末收获3175万美元次于《哈比人：五军之战》居亚军，圣诞节当天收1560万为单日冠军，仅次于《大侦探福尔摩斯》（首日2460万）和《悲惨世界》（首日1810万）位列圣诞节开画第三高，首周四天收4734万。次周末收1836万列第三。第三周末取得837万列第五位。

## 奖项
| 頒獎典禮           | 獎項         | 得獎者                                    | 結果 |
| ------------------ | ------------ | ----------------------------------------- | ---- |
| 2014美國電影學會獎 | 年度十佳电影 |                                           | 獲獎 |
| 国家评论协会       | 年度十佳电影 |                                           | 獲獎 |
| 国家评论协会       | 突破演出     | Jack O'Connell                            | 獲獎 |
| 第87届奥斯卡金像奖 | 最佳摄影     | 罗杰·迪金斯                               | 提名 |
| 第87届奥斯卡金像奖 | 最佳音效     | Jon Taylor, Frank A. Montaño 和 David Lee | 提名 |
| 第87届奥斯卡金像奖 | 最佳音效剪辑 | Becky Sullivan 和 Andrew DeCristofaro     | 提名 |